# Episodi de I Fantaeroi (terza stagione)
Il 13 dicembre 2011 YTV ha rinnovato I Fantaeroi per una terza stagione. La terza stagione è composta da 12 episodi ed è stata trasmessa dal 1º giugno al 14 settembre 2013.
| N. | Codice di produzione | Titolo originale                  | Titolo italiano        | Prima TV Canada   | Prima TV Italia |
| -- | -------------------- | --------------------------------- | ---------------------- | ----------------- | --------------- |
| 1  | 301                  | Teacher's Pet                     | Il cocco del prof      | 1º giugno 2013    | 7 gennaio 2014  |
| 1  | 301                  | Opossum Man                       | Opossum Man            | 1º giugno 2013    | 7 gennaio 2014  |
| 2  | 302                  | Black Top, Dark Matter            | Prova di coraggio      | 8 giugno 2013     | 8 gennaio 2014  |
| 2  | 302                  | Master XOX Ray Vision             | Vista a raggi XOX      | 8 giugno 2013     | 8 gennaio 2014  |
| 3  | 303                  | Oh Trevor, Where Art Thou?        | Camping sul vulcano    | 15 giugno 2013    | 9 gennaio 2014  |
| 3  | 303                  | XOX to Be You                     | XOX il solito          | 15 giugno 2013    | 9 gennaio 2014  |
| 4  | 304                  | Eric and the Maxum Brain Factory  | Inventore Maximus      | 22 giugno 2013    | 10 gennaio 2014 |
| 4  | 304                  | Trip Van Twinkle Toes             | Trip Van Piedilesti    | 22 giugno 2013    | 10 gennaio 2014 |
| 5  | 305                  | Pains, Sprains, and Maxum Mobiles | La nuova Maxum Mobile  | 29 giugno 2013    | 13 gennaio 2014 |
| 5  | 305                  | Maxum Men                         | I Maxum Team           | 29 giugno 2013    | 13 gennaio 2014 |
| 6  | 306                  | Hullaballoo                       | Hullabalu              | 6 luglio 2013     | 14 gennaio 2014 |
| 6  | 306                  | For Real Estate                   | Cattivi compratori     | 6 luglio 2013     | 14 gennaio 2014 |
| 7  | 307                  | Multimaker                        | Roba da cloni          | 13 luglio 2013    | 15 gennaio 2014 |
| 7  | 307                  | A XOX for Good                    | Il meglio di XOX       | 13 luglio 2013    | 15 gennaio 2014 |
| 8  | 308                  | The Dingalingish Patient          | La stanza di Eric      | 20 luglio 2013    | 16 gennaio 2014 |
| 8  | 308                  | Parent Teacher Night of Doom      | L'apocalisse familiare | 20 luglio 2013    | 16 gennaio 2014 |
| 9  | 309                  | Eric on Board                     | Eric il boss           | 27 luglio 2013    | 17 gennaio 2014 |
| 9  | 309                  | Pamp My Ride                      | La sedia isterica      | 27 luglio 2013    | 17 gennaio 2014 |
| 10 | 310                  | Oppoxox                           | Oppoxox                | 24 agosto 2013    | 20 gennaio 2014 |
| 10 | 310                  | Walter Ego Presents: Vapo House   | Il televuoto           | 24 agosto 2013    | 20 gennaio 2014 |
| 11 | 311                  | The Running of the Trolls         | La corsa dei troll     | 7 settembre 2013  | 21 gennaio 2014 |
| 11 | 311                  | Superbest in Show                 | Cuccioli e fiere       | 7 settembre 2013  | 21 gennaio 2014 |
| 12 | 312                  | Those Who Can't Teach             | Sotto a chi insegna    | 14 settembre 2013 | 22 gennaio 2014 |
| 12 | 312                  | Graduation Daze                   | Il giorno del diploma  | 14 settembre 2013 | 22 gennaio 2014 |

## Il cocco del prof
Trevor combina un sacco di disastri per poi incolpare Eric, così il padre decide di mandarlo per punizione in un'altra scuola che si trova in una crociera, dove ci vanno tutti tranne Eric, che essendo l'aiutante di Maxum Man è costretto a rimanere all'accademia insieme al Professor Pamplemoose. Quando raggiunge la crociera, Trevor la distrugge e accusa di nuovo Eric; nel frattempo arriva il Professor Pamplemoose, che ordina a Eric di raccogliere l'acqua con un secchio.

## Opossum Man
Eric, Trevor, Vana e Kitty incontrano Opossum Man, un supereroe travestito da opossum molto popolare in città insieme a Boy Vermin, il suo assistente, che non è niente meno che Glenn, il vecchio amico di infanzia di Eric all'orfanotrofio. Essendo molto geloso, Eric tenta di sbarazzarsi di Opossum Man insieme a Trevor, ma le loro intenzioni si rivelano un disastro.

## Prova di coraggio
Eric non ha voglia di svolgere le faccende domestiche, così Maxum Brain assegna al ragazzo l'incarico di gettare una sfera con un'energia pericolosa nel vulcano della città. Eric insieme ai suoi amici si reca verso il vulcano, ma Master XOX vuole la sfera e così li insegue, ma Eric riesce a nascondere la sfera, provocando però l'ira delle ragazze che pensavano di averla mentre erano inseguite da XOX. Fortunatamente Eric riesce a entrare nel vulcano, in cui però c'era già Maxum Brain che aveva la vera sfera mentre Eric ha sempre avuto una palla da bowling. Alla fine la sfera viene divorata da un serpente, che viene a sua volta mangiato da un uccello, il quale viene infine divorato da uno pterodattilo.

## Vista a raggi XOX
Eric decide di mettersi le lenti a contatto, così ne prende un paio che però appartiene a Master XOX, il quale cerca di riprendersi le lenti. Dopo un po' le lenti iniziano a sparare raggi laser, perciò Eric decide di togliersele da un dottore, ma subito arriva XOX che riesce a staccare le lenti a Eric, ma subito le getta via perché sono piene di muco. Tuttavia Eric si ritrova con gli occhi danneggiati.

## Camping sul vulcano
Eric e Mandy Struzione vanno in campeggio dentro a un vulcano, ma ci sono anche Trevor, Vana e Kitty. Nel frattempo Trevor si perde e si ritrova con delle rocce che lui stesso definisce "Il regno delle Rocce", di cui lui si autoproclama re. Intanto Eric cerca l'amico insieme a Vana, mentre Kitty sta con Mandy, anche se cerca di eliminarla, ma alla fine riesce ad andare d'accordo con lei. Alla fine i ragazzi trovano Trevor, ma subito c'è un'eruzione che porta i cinque al di fuori del vulcano. Infine Kitty e Mandy diventano amiche, mentre Vana minaccia a Eric di non raccontare l'esperienza a nessuno, sennò lo farà a pezzi.

## XOX il solito
Master XOX sta cercando insieme a Bruto Brutale di distruggere Eric, perciò costruisce un'arma, per la quale gli mancano tuttavia alcuni pezzi. Alla fine dopo tanta fatica Master XOX riesce a far cadere Eric nella trappola e a colpirlo con la sua invenzione che fa uscire una strana sostanza che dovrebbe dare a Eric una terribile influenza, ma il giovane dice di essersi vaccinato all'accademia quindi ne è immune. Perciò Master XOX si lamenta dato che ha fatto tutto questo per niente.

## Inventore Maximus
Eric e Maxum Brain litigano perché Eric ha organizzato una festa senza il permesso di Brain, ma mentre i due discutono, Maxum Brain viene attratto da una strana forza che porta lui e i protagonisti nel posto in cui è stato costruito. Qui vive il creatore di Maxum Brain che ha attirato tutti i suoi robot nel laboratorio e che ha intenzione di sostituirli con altri. Alla fine, dove aver lottato con il perfido scienziato, i ragazzi salvano Brain e, mentre lui e Eric tornano a litigare, si scopre che anche lo scienziato in realtà è un robot.

## Trip Van Piedilesti
Vana compra delle scarpe nuove ad un negozio, e tutti gli studenti vanno lì per averne un paio, ma Kitty non può mettersi le scarpe, dato che ha due piedi sinistri. Tutti la prendono in giro e la ragazza vaga per la città coi piedi scalzi, ma Mandy Struzione le fa capire che i suoi piedi sinistri sono importanti anche se per lei, infatti alla fine i suoi piedi sinistri si rivelano molto utili per poter sconfiggere il proprietario delle scarpe che essendo stregate, costringono tutti a ballare mentre lui stesso le comanda. Kitty libera tutti quanti e poi fa cadere il proprietario in una fossa e infine utilizza le scarpe del supercattivo per comandare tutti quanti a ballare e a prendere a calci Vana, così la ragazza si vendica dell'amica dopo tutte le volte che l'ha trattata male.

## La nuova Maxum Mobile
Nonostante i divieti di Maxum Brain, Eric e Trevor prendono, senza il suo permesso, la nuova maxum mobile, che ha due funzioni: quella buona e quella cattiva, sormontate da una manopola. I due, senza saperlo, posizionano la manopola su quella cattiva e così l'auto combina un sacco di guai.

## I Maxum Team
Dopo essere stato inseguito da Maxum Brain, Eric va a letto mentre Brain decide di raccontargli la storia del suo passato, ovvero quando era l'assistente di Maxum Man e combatteva assieme a lui le forze del male, e i due assieme formavano il "Maxum Duo", dal quale però si è dimesso dopo che il supereroe ha incontrato Disastro Kid e dopo la lotta con Master XOX.

## Hullabalu
Vana è atterrita perché è arrivato il suo "Hullaballoo", ossia il giorno in cui sua sorella maggiore verrà all'accademia per scegliere la sua assistente, ovvero Vana. Quest'ultima però ha molte divergenze con la sorella, ma alla fine dopo essersi ribellata a lei, questa la sceglie come aiutante e le rivela che l'avrebbe già scelta molto tempo prima se si fosse ribellata fin dall'inizio, cosa che ovviamente fa uscire dai gangheri la ragazza che torna ad essere quella di sempre.

## Cattivi compratori
Eric vende accidentalmente la villa Maxum a dei supercattivi, così lui e Brain decidono di trasferirsi, ma non riescono a trovare un buon posto. Perciò Eric decide di sfidare i cattivi ad una gara per chi avrà la casa e alla fine, grazie al piano di Eric, riescono a vincere.

## Roba da cloni
Maxum Brain costringe Eric a pulire la stanza delle armi confiscate ai cattivi; non volendo svolgere il compito, il ragazzo trova una macchina clonatrice e crea quindi tante copie di stesso per far svolgere a loro il lavoro. Sfortunatamente i cloni sono pigri proprio come l'Eric originale; inoltre si rende anche conto che continuando a creare copie di se stesso perde anche parte della sua linfa vitale e quindi se non fa scomparire tutti i cloni potrebbe essere lui a scomparire.

## Il meglio di XOX
Eric cerca di far vedere a scuola sullo schermo una relazione sulla sua carriera di aiutante, ma per sbaglio fa vedere alla sua classe delle foto con lui che si scaccola. Gli altri lo prendono in giro e mentre il ragazzo cerca di togliere le immagini combina l'ennesimo disastro staccando l'elettricità globale, così tutti quanti lo picchiano e gli attaccano piume e colla. Al suo ritorno il ragazzo trova XOX, però lo XOX dell'altra dimensione governata dall'Eric cattivo che si è alleato con il vero XOX per governare la dimensione dell'originale. Così i due vanno nella dimensione alternativa dove incontrano le loro controparti cattive che hanno la meglio su di loro e rubano il trasporto trans dimensionale. Ma subito Eric cattivo torna e dice a Eric che può tornare nella sua dimensione, infatti non appena il ragazzo torna a casa, subito lì trova i suoi amici che lo prendono in giro per l'ennesima volta per le sue ridicole foto e che gli attaccano di nuovo piume e colla.

## La stanza di Eric
Dopo aver sconfitto un supercattivo, Trevor si ritrovato ingessato all'ospedale e Eric pensando che sia colpa sua decide di occuparsi di lui, ma in realtà quello ingessato è il supercattivo, mentre Trevor sta ancora bene, perciò Eric deve smascherarlo.

## L'apocalisse familiare
Eric, Trevor, Vana e Kitty partecipano insieme ai loro genitori a una riunione insegnanti-genitori per essere giudicati riguardo al loro studio all'accademia, dove infine sono costretti a lottare contro di loro per essere promossi.

## Eric il boss
Eric diventa presidente della Maxum incorporated, dove assume Trevor come suo assistente e Vana e Kitty come sue segretarie, però il suo lavoro alla incorporated come presidente non va molto bene e i ragazzi devono vedersela anche con XOX e con la sua ditta.

## La sedia isterica
Eric e Trevor decidono di modificare la sedia volante di Pamplemoose; sfortunatamente il telecomando per guidarla si rompe e la sedia parte all'impazzata, mentre Vana e Kitty rimproverano Eric e Trevor, ordinando a loro di dire a Pamplemoose la verità. Così i ragazzi, insieme all'aiuto di Maxum Brain, riescono dopo aver corso tanta strada a fermare la sedia di Pamplemoose. Però Eric si accorge che Trevor ha in mano il telecomando e quest'ultimo rivela che in realtà non era rotto, ma che bastava solo cambiare le batterie, e quindi questo significa che la sedia l'ha fatta muovere lui per tutto il tempo. Perciò subito dopo Eric, Vana, Kitty, Brain e Pamplemoose si infuriano e picchiano Trevor.

## Oppoxox
Master XOX decide di diventare buono, dopo essersi reso conto cosa si prova, così chiede aiuto ad Eric e ai suoi amici e, nonostante le difficoltà, XOX riesce a diventare "Oppoxox", un supereroe disposto ad aiutare tutti. In seguito la situazione peggiora, infatti senza più XOX come leader, tutti gli altri cattivi si danno libero svago e così gli altri devono farlo ritornare malvagio.

## Il televuoto
Eric, Trevor, Vana, Kitty e Mandy Struzione sono rimasti intrappolati nella casa di Walter Ego con Master XOX come presentatore, nella quale devono sopravvivere in una gara e chi ci riesce sarà il vincitore.

## La corsa del troll
Il sindaco di Splitsburgo organizza una gara in cui i troll delle caverne devono essere rintrappolati. Nel frattempo uno dei troll approfitta della situazione per raggirare Eric.

## Cuccioli e fiere
Eric partecipa con Maxum Mutt ad una mostra di animali, però il cane non vuole collaborare e mordicchia sempre il ragazzo, così questi per calmarlo gli canta un motivetto e l'idea funziona. Alla fine Eric e Maxum Mutt vincono la gara, ma Eric si rende conto che Pamplemoose e gli altri giudici danno il trofeo a Mutt e quindi stanno trattando lui come se fosse il cane. Perciò Eric viene deriso da tutti quanti.

## Sotto a chi insegna
Il Professor Pamplemoose viene licenziato e sostituito da Vana che ne approfitta per sottoporre Eric ai test più pericolosi, così il ragazzo e Trevor decidono di far tornare a scuola Pamplemoose che si è trasferito in un'altra città.

## Il giorno del diploma
È il giorno del diploma all'accademia. Tutti quanti sono entusiasti ma Pamplemoose dice che solo alcuni di loro si diplomeranno mentre gli altri rimarranno all'accademia. Nel frattempo Eric riceve una borsa di studio per diventare un super e il ragazzo è entusiasta, però la vita da super si rivela difficile per quest'ultimo, dato che non sa ancora usare i suoi poteri e dato anche che deve trasferirsi ad un nuovo quartiere.
Nonostante ciò durante la prova finale Eric riesce a distruggere il "DragoBot", un drago meccanico che protegge i diplomi dagli studenti. Alla fine Eric usa per sbaglio la vista a raggi X distruggendo i diplomi, facendo così tornare tutti all'accademia: tutti si infuriano e picchiano Eric. 